# کریستین ماورزبرگر
کریستین ماورزبرگر (انگلیسی: Christian Mauersberger؛ زادهٔ ۲۰ آوریل ۱۹۹۵) بازیکن فوتبال اهل آلمان است.
از باشگاه‌هایی که در آن بازی کرده‌است می‌توان به باشگاه فوتبال کمنیتس اشاره کرد.
وی همچنین در تیم‌های ملی فوتبال جوانان آلمان، جوانان آلمان، جوانان آلمان، و جوانان آلمان، بازی کرده‌است.